# Lorenz Hackenholt
Laurenzius Marie Hackenholt (Gelsenkirchen, 26 giugno 1914 – 31 dicembre 1945) è stato un militare tedesco, membro delle Schutzstaffel con il grado di SS-Hauptscharführer.
Durante la seconda guerra mondiale Hackenholt costruì e gestì la camera a gas del campo di sterminio di Bełżec: eseguì personalmente l'omicidio di centinaia di migliaia di persone, fu profondamente coinvolto nelle operazioni di sterminio durante la fase più mortale dell'Olocausto in Polonia, nota come Operazione Reinhard, così come in altri crimini di guerra nazisti, tra cui l'omicidio dei malati di mente e dei disabili nel programma di eutanasia forzata noto come Aktion T4.

## Biografia
Nacque il 26 giugno 1914 a Gelsenkirchen, figlio di Theodor Hackenholt ed Elizabeth Wobriezek. Frequentò la scuola elementare locale fino all'età di 14 anni, divenne poi apprendista muratore lavorando in vari cantieri.

### Guardia del campo di concentramento
Nel 1933 Hackenholt si offrì volontario nelle SS. Dopo essersi arruolato fu mandato in una scuola di addestramento il 1º gennaio 1934. Successivamente si offrì volontario per il servizio militare, dove fu assegnato al 12º battaglione Genio. Dopo due anni di servizio militare fu congedato, per poi arruolarsi nell'unità SS-Totenkopfverbände. Fu un abile pilota e meccanico; a partire dal marzo 1938, prestò servizio nel campo di concentramento di Sachsenhausen nel parco macchine dove lavorò anche come guardia.

### Aktion T4
L'Aktion T4, il cosiddetto "programma di eutanasia", durò dall'inizio del 1940 fino all'estate del 1941 quando le gasazioni furono interrotte per ordine di Hitler. Nel novembre 1939 Hackenholt fu assegnato all'Aktion T4, quando fu trasferito a Berlino per "dovere speciale". Questo dovere speciale fu al servizio di Viktor Brack. Secondo Werner Karl Dubois, un'altra guardia del campo fu trasferita in servizio speciale con Hackenholt:
Hackenholt operò in tutte le sei strutture operative del programma di sterminio T4. Guidò l'autobus con il personale delle SS da una struttura all'altra, rimosse anche i corpi dalle camere a gas e li bruciò. Per un periodo Hackenholt fu l'autista del SS-Untersturmführer August Becker, il chimico responsabile delle forniture di monossido di carbonio in bottiglia dagli impianti della IG Farben alle camere a gas. Hackenholt lavorò principalmente a Grafeneck e Sonnenstein.

### Operazione Reinhard

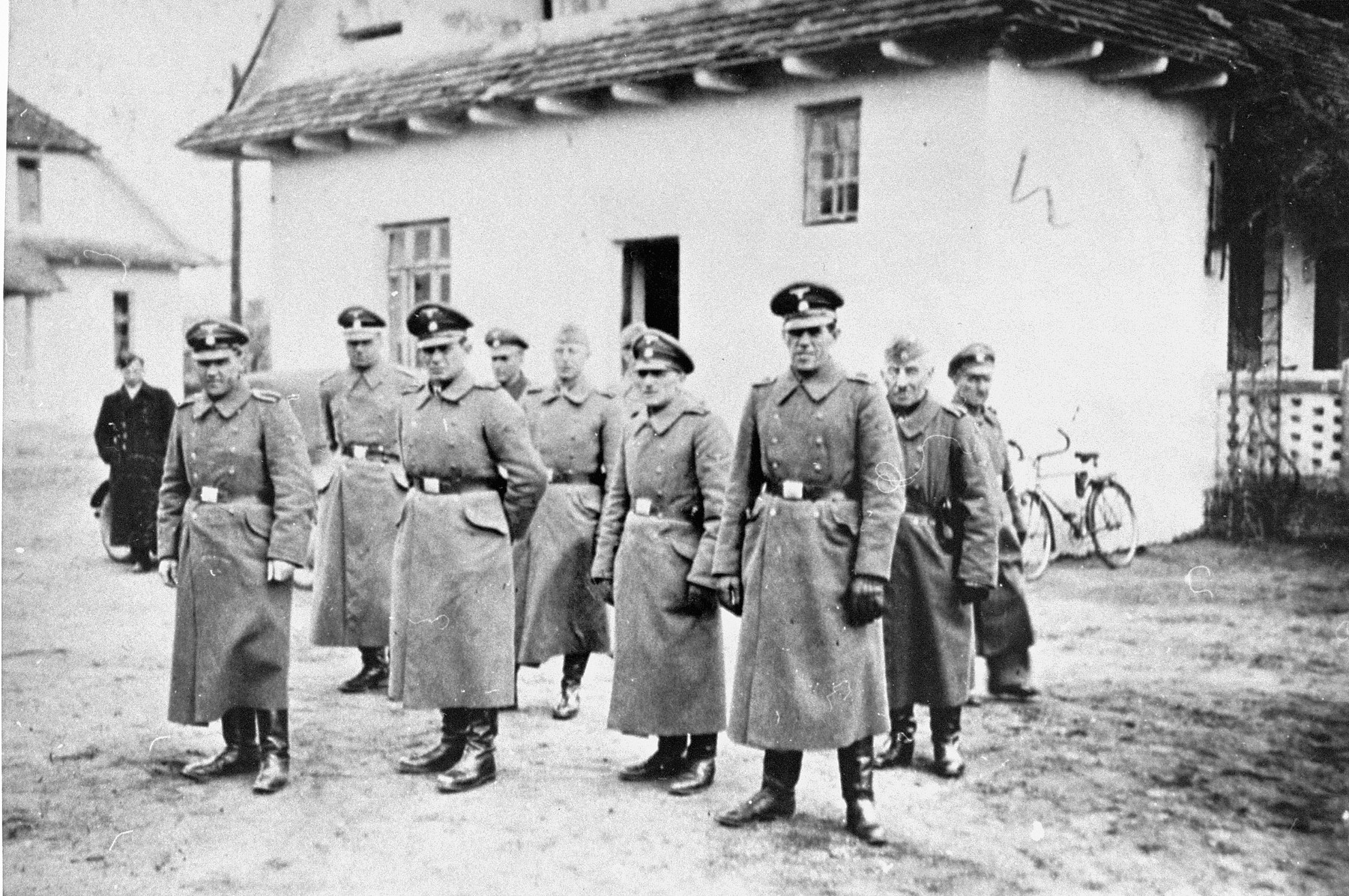
Personale SS al campo di Belzec. Hackenholt è il terzo da destra in prima fila.

Nell'autunno del 1941, una parte del personale dell'Aktion T4, tra cui Hackenholt, fu trasferito nella riserva di Lublino nella Polonia occupata, dove passò sotto l'autorità del SS-Brigadeführer Odilo Globocnik. In vacanza, Hackenholt andò a Berlino per sposare Ilse Zillmer, che allora aveva 29 anni. Hackenholt tornò in Polonia e fu mandato a Bełżec, un remoto campo di lavoro vicino alla stazione ferroviaria, dove poté condurre gli esperimenti per stabilire un metodo per l'omicidio di massa degli ebrei mediante il gas. 
Hackenholt installò tre camere a gas in una caserma isolata: usando lo scarico del motore, convogliato nelle camere da un carro armato sovietico smontato, uccise oltre 50 000 ebrei in un mese (da metà marzo a metà aprile 1942). Nell'agosto 1942, Hackenholt costruì e gestì le camere a gas più nuove e più grandi a Belzec. Una volta che Belzec entrò in funzione, sulle camere a gas fu posto un cartello che indicò "Fondazione Hackenholt", con gerani in vaso su entrambi i lati dell'ingresso. Hackenholt progettò e gestì anche le camere a gas nei campi di sterminio di Treblinka e Sobibor.
Hackenholt, chiamato "Hacko" dalle altre guardie, fu un uomo in grado di svolgere qualsiasi compito nei campi di sterminio. A Belzec furono uccise persone di tutte le età, mentre alcuni ebrei, per la loro infermità o per l'età, non poterono entrare nella camera a gas. Queste persone furono invece deposte nelle fosse comuni e fucilate da Hackenholt, secondo la testimonianza di alcune guardie. Nel 1943, quando Himmler ordinò la riapertura delle fosse comuni a Belzec, Hackenholt fu incaricato dell'operazione. Himmler considerò Hackenholt "uno degli uomini più meritevoli dell'Operazione Reinhard".
Nel dicembre 1943, Hackenholt e altro personale dell'Operazione Reinhard furono trasferiti nell'Italia settentrionale a Trieste, dove tentarono di trovare e uccidere i pochi ebrei italiani rimasti. Nel 1944 Hackenholt ricevette la Croce di ferro di seconda classe per il suo ruolo nell'operazione Reinhard.

## Scomparsa e indagini

### 1945
Hackenholt sarebbe stato ucciso in Italia nel 1945, forse tramite esecuzione sommaria per aver venduto armi ai partigiani. Tuttavia questo fatto non fu mai del tutto certo. Hackenholt scomparve dopo il 1945, e su richiesta della moglie fu dichiarato morto da un tribunale di Berlino il 1º aprile 1954, con data ufficiale di morte il 31 dicembre 1945. Alla fine del luglio 1959, il quartier generale delle indagini sui crimini nazionalsocialisti a Ludwigsburg aprì un'indagine sui crimini commessi a Bełżec. Le autorità della Germania occidentale avviarono un'indagine nel 1959. Riuscirono a localizzare la moglie e la madre di Hackenholt. Entrambi certificarono che Hackenholt non si fece più sentire dalla fine della guerra, anche la sorveglianza della residenza della moglie non mostrò alcun tentativo di farle visita.

### 1946
Il fratello di Hackenholt, Theo, testimoniò che nel 1946 lo vide sulla strada da Dortmund a Gelsenkirchen. Nel 1961, la polizia tedesca riuscì a trovare Hermann Erich Bauer, un collega di Hackenholt nelle SS. Bauer affermò che Hackenholt sopravvisse alla guerra, e che lo incontrò nel 1946 vicino a Ingolstadt, in Baviera, dove avrebbe lavorato come autista o corriere. Affermò anche che Hackenholt si camuffò come un soldato della Wehrmacht ucciso di nome Jansen, Jensen o Johannsen e che visse con una donna incontrata a Trieste. La polizia della Germania occidentale condusse un'indagine ma non fu in grado di localizzare Hackenholt o di determinare se potesse essere ancora vivo.
Gli investigatori presero sul serio le notizie secondo cui Hackenholt potesse essere ancora latitante: perquisirono le case di sua moglie e sua madre, interrogarono i suoi ex amici dall'epoca del servizio nelle SS; furono esaminati gli archivi e le registrazioni dei reati, nonché numerose indagini ai potenziali testimoni per determinare se un autista di nome Jansen, o simile, stesse lavorando nell'area di Ingolstadt; furono verificate le domande di licenza di circa 90 000 persone presentate vicino a Ingolstadt tra il 1945 e il 1947, confrontando il loro contenuto con le foto di Hackenholt e con alcuni campioni dei suoi scritti. Nonostante gli sforzi, diversi anni di ricerche della polizia non produssero alcun risultato ufficiale.
Il ricercatore britannico Michael Tregenza trascorse molti anni ad esplorare il luogo in cui si trovò Hackenholt nel dopoguerra, fu ripetutamente messo in guardia dal cercarlo. Tregenza credette che Hackenholt fosse sopravvissuto alla guerra e vivesse sotto falso nome in Germania.